# Moller Skycar M400
Moller Skycar M400 er et personligt VTOL (Vertical Take-Off and Landing) luftfartøj: en "flyvende bil" -- kaldet en "volantor" af dets opfinder Paul Moller. Skycar bestod sin første flyveprøve i 2003 og den videreudvikles nu mod praktiske formål.
Hensigten med M400 er at kunne flyve med 4 passagerer med VTOL egenskaber. Den er endnu i prototypefasen. 
Den bliver beskrevet som en bil, da den skal kunne anvendes som et almindeligt transportmiddel med automatisk flykontrol enhver kan styre. Føreren skal kun angive retning og hastighed og piloterfaring er ikke nødvendigt.

Skycar kan f.eks. anvende et system der ligner Small Aircraft Transportation System (SATS) i 3D "fyldte" luftrum.

Skycar anvender billige Wankelmotorer sammenlignet med jetmotorer – og dens masseproducerede pris vil ligge i omegnen af en kvalitetsbil. Prototype M400 Skycar koster pt (2007) 1 million USD.

Dens egenskaber omfatter en flyvehastighed på ca. 491 km/t, 1.200 km rækkevidde på én tank, flyve op til 10,9 km højde, kan stige ca. 1,4 km/minut, max. nyttelast 340 kg, max. startvægt 1088 kg, mere end 8,5 km/liter (bio)ætanol, 8 low-emissions Wankelmotorer, garagestørrelse, brændstofforbrug som en stor bil, en faldskærm for hele maskinen og kort vejkørsel er mulig (til et takeoff område – kaldet en vertiport). 

En mindre udgave af de 8 low-emissions Wankelmotorer som er i M400, er i Moller M200X og disse motorer kører på en blanding af 70 % (bio)ætanol og 30% vand. Tidligere modeller kørte på benzin. Ætanol/vand brændstofblanding gør brændstoffet stort set ikke-brændbart udenfor motorerne, hvilket mindsker brændrisikoen betydeligt. Vandet gør at motorerne køles, kan klare højere kompressionsforhold og dermed kan yde mere, end med 100 % ætanol. Blandingen gør også at motorerne forurener mindre end Californiens strenge standard; SULEV (Super Ultra Low Emissions Vehicle).

Selv med ren ætanol opfylder motorerne SULEV-standarden.

En mulig anvendelse af Skycars er i redningssituationer.
 De kan flyve i tåge, områder med microburst, stærk vind, stormvejr, f.eks. anvendes ved oversvømmelser og bygges til at lande og lette fra vand. Grunden til, at de kan klare sådant vejr, skyldes det lille effektive vingeareal og motorernes hurtige opdrift- og retnings-kompensation. Dog skal tornadoer, tordenvejr, overisning og orkaner undgås.

Den største ulempe er brændstofforbruget, men det skal ses i den sammenhæng, at Skycar flyver i luftlinje og dermed ikke de traditionelle bilomveje, undgår bilkøer og lignende vejflaskehalse. Man behøver ikke at salte (luft)veje og fjerne sne som med de traditionelle bilers veje. Selv hvis brændstoføkonomien bliver ligeså god som en almindelig bil, er det klart, givet de højere hastigheder, at disse fartøjer vil blive brugt til meget længere pendling og rejser. Støjen kan være et problem, men skulle "kun" være som en lastbil i 100 meters afstand.
 
Brændstoføkonomien er betydeligt bedre end sammenlignelige helikoptere og fly.